# Исмайил Аймат
Исмайил Аймат (сент. 1935, Чира, Хотан, Синьцзян — 16 октября 2018) — китайский политический деятель, в 1972-86 гг. глава регионального правительства Синьцзяна. Член КПК с 1953 года, член ЦК КПК 10-16 созывов.

## Биография
По национальности уйгур. Получил высшее образование.
Трудовую деятельность начал в Хотане в 1952 году.
В 1954-63 гг. в Чира: секретарь комсомольского уездного комитета, замглавы парткома, глава исполкома. В 1963-65 гг. в Хотане замзавотделом пропаганды парткома. В 1966-67 гг. замдиректора департамента по делам культуры, просвещения и политработы парткома Синьцзяна, в 1969-72 гг. член посткома парткома, ответственный за культуру, образование и здравоохранение. В 1972-86 гг. глава регионального правительства Синьцзяна, секретарь парткома.
В 1986—1998 гг. председатель и парторг Государственного комитета КНР по делам национальностей.
В 1988—1993 гг. зампред ВК НПКСК.
В 1993—2003 гг. член Госсовета КНР.
В 2003—2008 гг. заместитель председателя Постоянного комитета Всекитайского собрания народных представителей (ПК ВСНП) 10-го созыва, третий по перечислению.